# Wereldkampioenschappen wielrennen 1921
Het wereldkampioenschap wielrennen op de weg van 1921 vond plaats in en rond Kopenhagen op donderdag 4 augustus 1921.  Het was het allereerste officiële wereldkampioenschap op de weg dat de UCI organiseerde. Enkel amateurs konden meedoen, maximaal 4 per land. Het kampioenschap was een individuele tijdrit over 190 kilometer. De aankomst lag in Glostrup.
De wereldkampioenschappen baanwielrennen 1921 werden betwist op de wielerbaan van Ordrup bij Kopenhagen.

## Uitslag
| Plaats | Renner                      | Land                | Tijd                          |
| ------ | --------------------------- | ------------------- | ----------------------------- |
| 1      | Gunnar Sköld                | Zweden              | 6 u. 18 min. 17 sec.          |
| 2      | Willum Nielsen              | Denemarken          | 6 u. 23 min. 10 sec. (+4'53)  |
| 3      | Charles Davey               | Verenigd Koninkrijk | 6 u. 23 min. 45 sec. (+5'28)  |
| 4      | Fernand Canteloube          | Frankrijk           | 6 u. 28 min. 9 sec. (+10'51)  |
| 5      | Ragnar Malm                 | Zweden              | 6 u. 29 min. 24 sec. (+11'07) |
| 6      | Marcel Huot                 | Frankrijk           | 6 u. 32 min. 0 sec. (+13'43)  |
| 7      | Frederik Ahrensborg Clausen | Denemarken          | 6 u. 36 min. 13 sec. (+17'56) |
| 8      | Algot Persson               | Zweden              | 6 u. 39 min. 6 sec. (+20'49)  |
| 9      | Marcel Gobillot             | Frankrijk           | 6 u. 39 min. 17 sec. (+21'00) |
| 10     | Henrik Moren                | Zweden              | 6 u. 41 min. 15 sec. (+22'58) |
| 14     | Henri George                | België              | 6u. 54 min. 48 sec. (+37'31)  |
| 17     | Arie Krijgsman              | Nederland           | 7u. 35min. 21 sec. (+1'17'04) |

Zweden won het landenklassement (volgens de totaaltijd van de vier renners per land) vóór Frankrijk en Denemarken.

## Bron
- Le Figaro, 6 augustus 1921

1921 · 
1922 · 
1923 · 
1924 · 
1925 · 
1926 · 
1927 · 
1928 · 
1929 · 
1930 · 
1931 · 
1932 · 
1933 · 
1934 · 
1935 · 
1936 · 
1937 · 
1938 · 
1946 · 
1947 · 
1948 · 
1949 · 
1950 · 
1951 · 
1952 · 
1953 · 
1954 · 
1955 · 
1956 · 
1957 · 
1958 · 
1959 · 
1960 · 
1961 · 
1962 · 
1963 · 
1964 · 
1965 · 
1966 · 
1967 · 
1968 · 
1969 · 
1970 · 
1971 · 
1972 · 
1973 · 
1974 · 
1975 · 
1976 · 
1977 · 
1978 · 
1979 · 
1980 · 
1981 · 
1982 · 
1983 · 
1984 · 
1985 · 
1986 · 
1987 · 
1988 · 
1989 · 
1990 · 
1991 · 
1992 · 
1993 · 
1994 · 
1995 · 
1996 · 
1997 · 
1998 · 
1999 · 
2000 · 
2001 · 
2002 · 
2003 · 
2004 · 
2005 · 
2006 · 
2007 · 
2008 · 
2009 ·
2010 · 
2011 · 
2012 · 
2013 · 
2014 · 
2015 · 
2016 · 
2017 · 
2018 · 
2019 · 
2020 ·
2021 ·
2022 ·
2023 ·
2024 ·
2025 ·
2026